# Moșkivka, Korosten
Moșkivka (în ucraineană Мошківка) este un sat în comuna Kalînivka din raionul Korosten, regiunea Jîtomîr, Ucraina.

## Demografie
Componența lingvistică a localității Moșkivka
     Ucraineană (100%)
Conform recensământului din 2001, toată populația localității Moșkivka era vorbitoare de ucraineană (100%).